# (37314) 2001 QP
2001 QP (asteroide 37314) é um asteroide da cintura principal. Possui uma excentricidade de 0.44531500 e uma inclinação de 25.82235º.
Este asteroide foi descoberto no dia 16 de agosto de 2001 por LINEAR em Socorro.